# Zofia Skołozdro
Zofia Aleksandra Maria Skołozdro, ps. „Orlińska” (ur. 15 maja 1896 w Chodorowie, zm. 9 sierpnia 1984 w Sanoku) – polska nauczycielka biologii z tytułem doktora nauk, pedagog, wieloletnia dyrektor Gimnazjum i Liceum Ogólnokształcącego Żeńskiego w Sanoku (1936–1939 i 1946–1970), podczas okupacji niemieckiej 1939–1945 zaangażowana w ruchu oporu i konspiracji, organizatorka tajnego nauczania. Po wojnie radna Rad Narodowych, działaczka społeczna.

## Życiorys

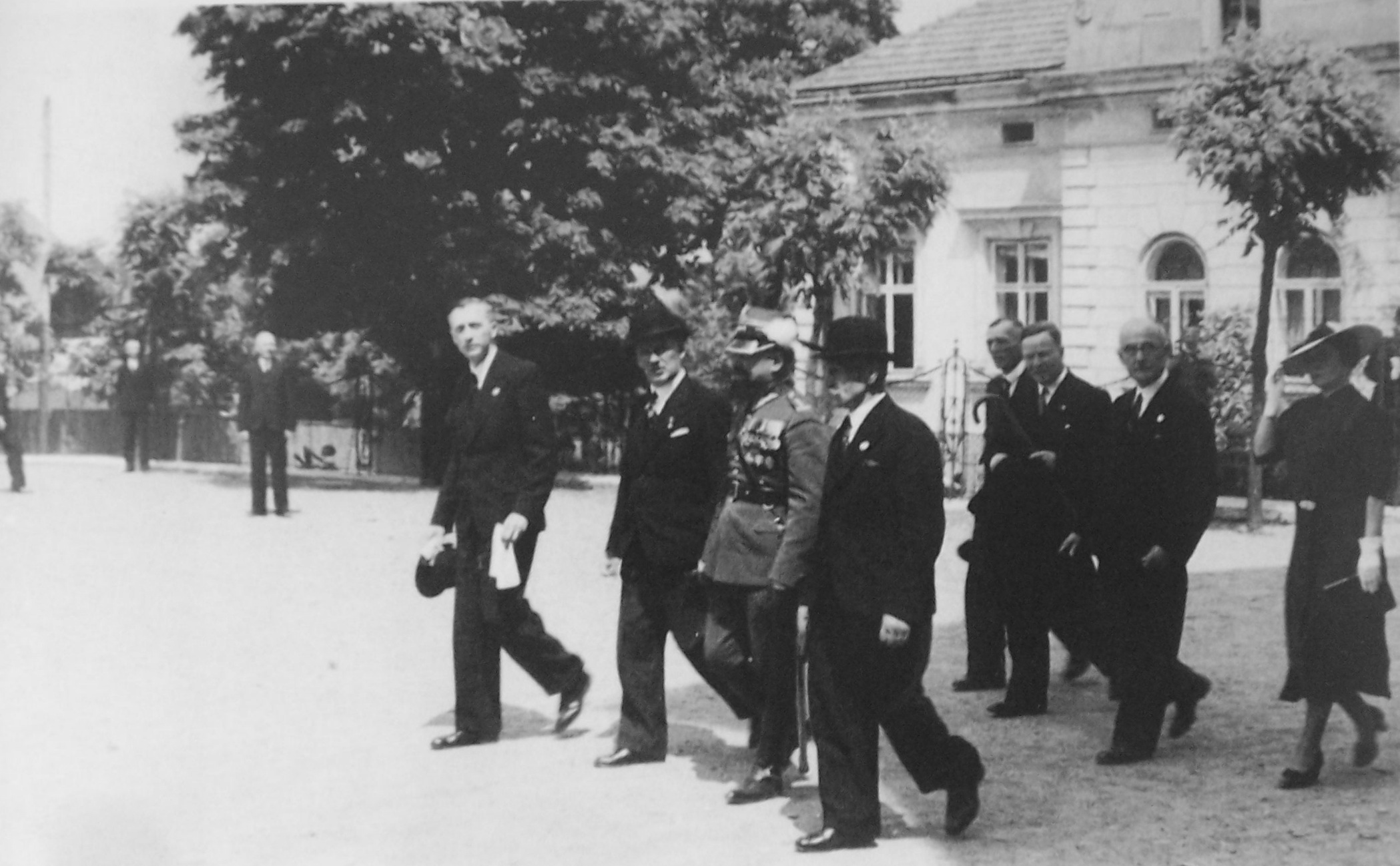
Zofia Skołozdro (pierwsza z prawej) podczas obchodów jubileuszu Gimnazjum Męskiego w Sanoku (1938)

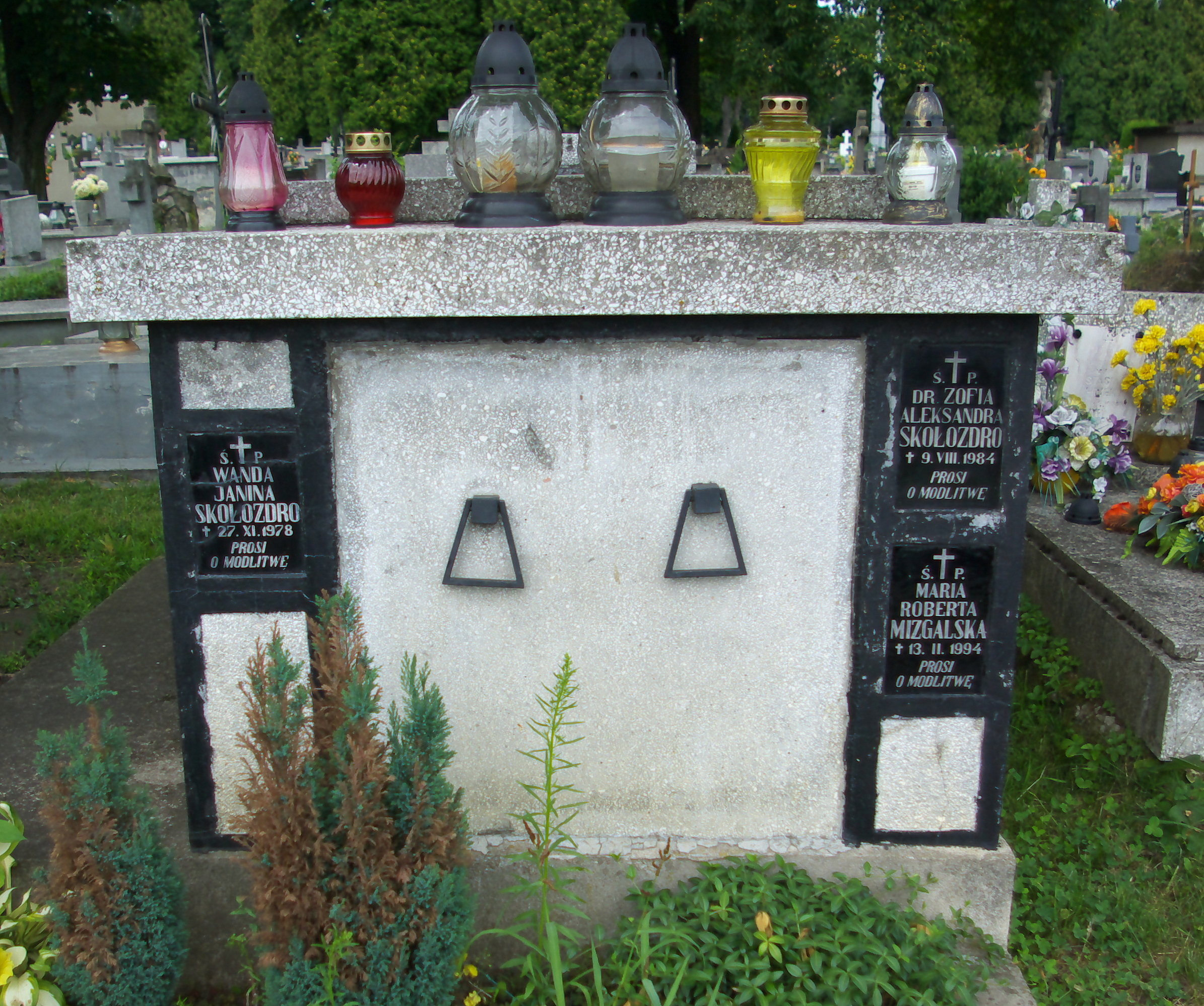
Grobowiec rodziny Skołozdro w Sanoku

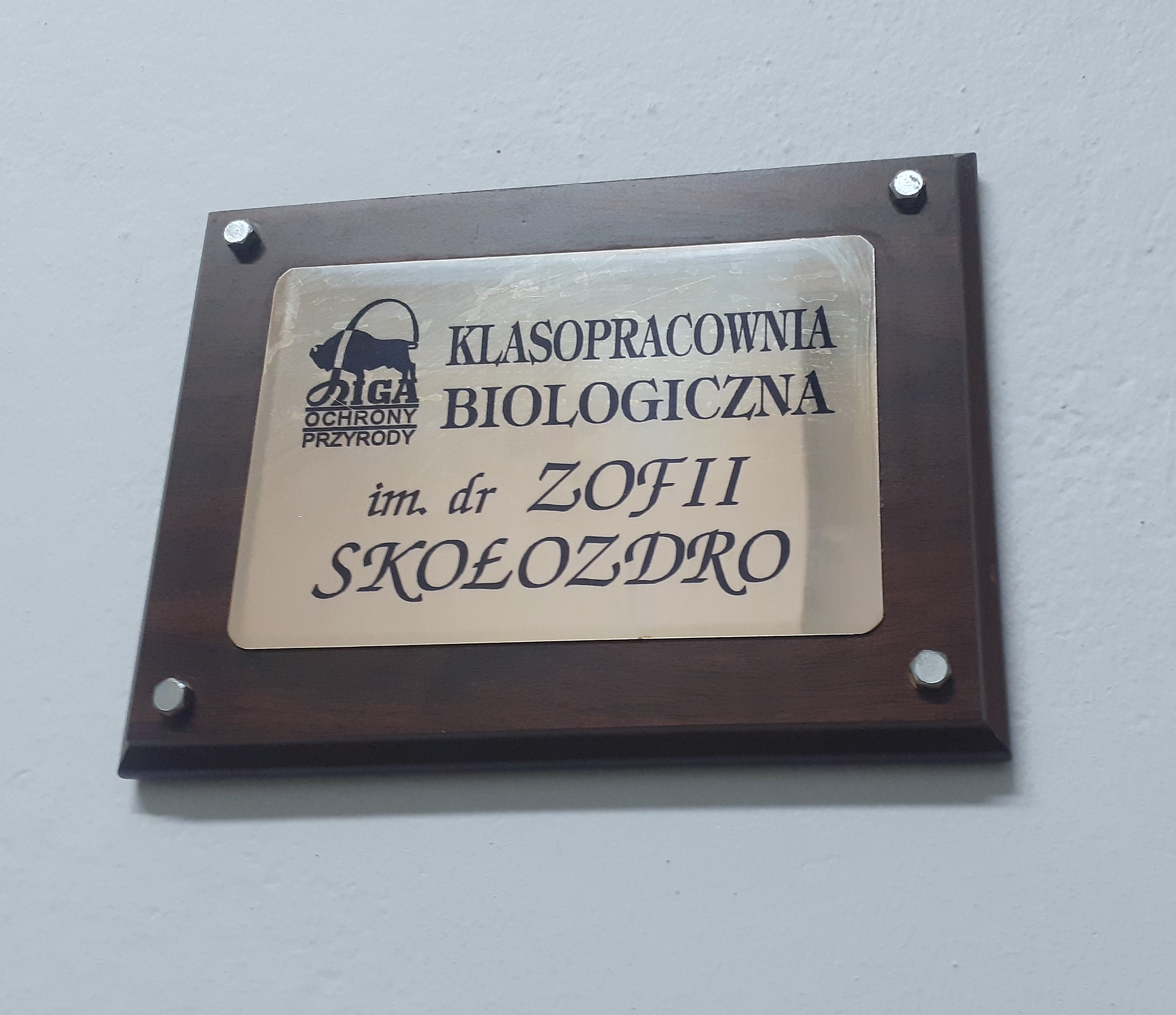
Klasopracownia Biologiczna im. Zofii Skołozdro w II LO w Snoku

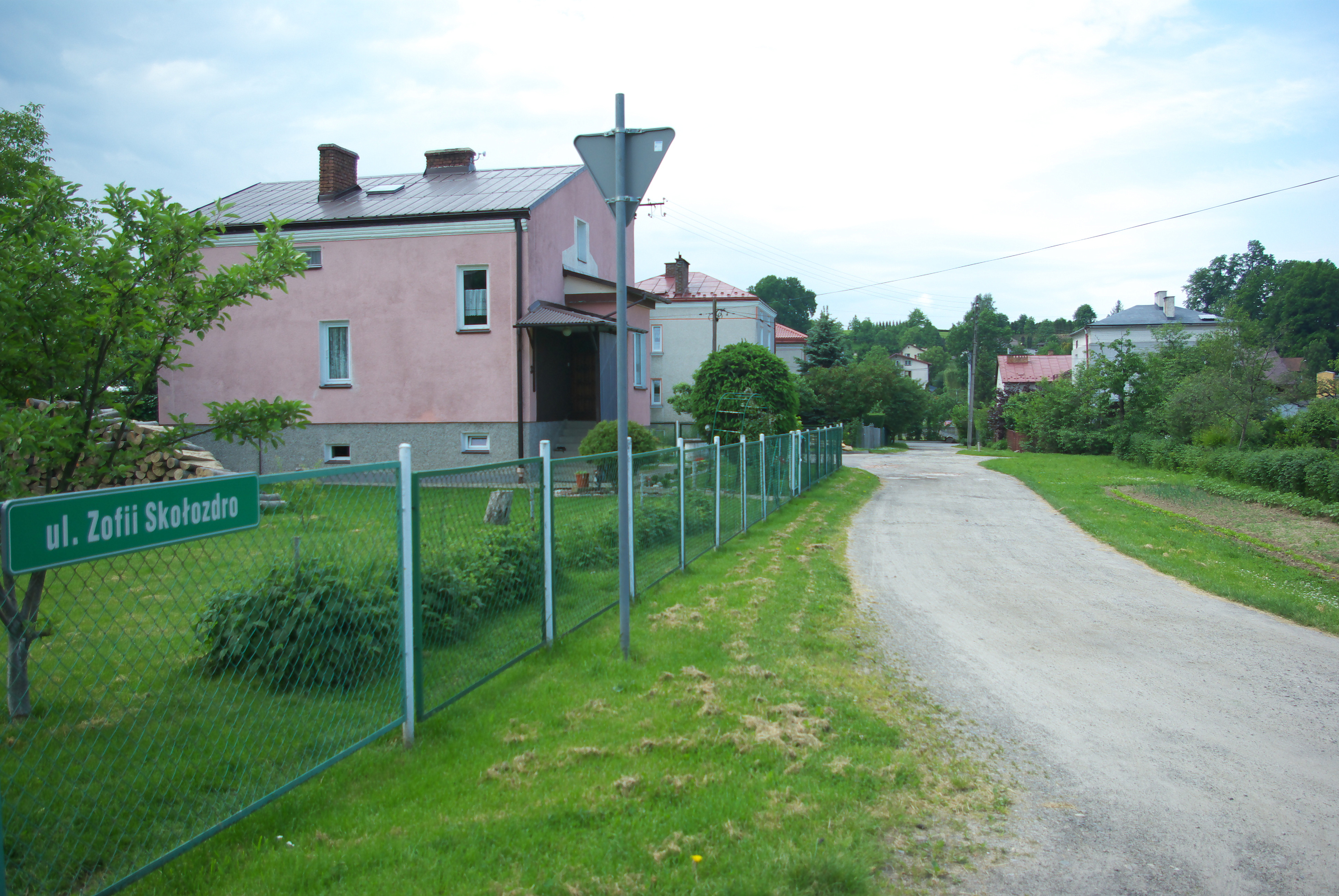
Ulica Zofii Skołozdro w Sanoku

Zofia Aleksandra Maria Skołozdro urodziła się 15 maja 1896 w Chodorowie. Była córką Jana i Zuzanny z domu Strzeleckiej. Jako eksternistka 15 czerwca 1921 zdała egzamin dojrzałości w XI Państwowym Gimnazjum im. Jana i Andrzeja Śniadeckich we Lwowie. W 1933 ukończyła studia na kierunku biologii na Matematyczno-Przyrodniczym Uniwersytetu Jana Kazimierza we Lwowie, zdała egzamin nauczycielski z tego przedmiotu, a w grudniu w 1933 uzyskała stopień doktora geologii w zakresie paleontologii. Pod wpływem książki Szara przędza postanowiła zostać nauczycielką. Zarówno po uzyskaniu doktoratu w 1933 jak i w 1946 nie zdecydowała się na podjęcie kariery naukowej oddając się pracy pedagogicznej. Po studiach pracowała w szkole w Końskiem, w szkołach średnich we Lwowie, w tym do 1936 w tamtejszym Prywatnym Gimnazjum Zofii Strzałkowskiej we Lwowie. 18 października 1936 została dyrektorem ówczesnego Prywatnego Gimnazjum Żeńskiego im. Emilii Plater w Sanoku. W szkole była nauczycielką biologii i geografii. Odznaczała się talentem organizacyjnym i pasją rozwijania zawodu nauczyciela. Kierowała szkołą do wybuchu II wojny światowej 1 września 1939. W okresie okupacji niemieckiej działała w kierunku kontynuacji nauczania w mieście. Dzięki jej staraniom władze okupacyjne pierwotnie zezwoliły na otwarcie szkoły średniej w 1939, po czym decyzją władz Generalnego Gubernatorstwa na przełomie 1939/1940 szkolnictwo zostało objęte restrykcjami. W związku z tym Zofia Skołozdro podjęła inicjatywę prowadzenia nauki w konspiracji i organizowania tajnego nauczania. Początkowo prowadziła Gimnazjum i Liceum w formie tajnej od października 1939 do kwietnia 1940, po czym ta działalność została zaprzestana wobec groźby śledztwa i ujawnienia. W wyniku kontaktu z przedstawicielami z Krakowa z 1941 (Jan Smoleń i Włodzimierz Gałecki, Karol Ziarno ps. „Sikora”), latem 1942 w ramach Powiatowej Delegatury Rządu – Sanok została przewodniczącą Powiatowej Komisji Oświaty i Kultury w Sanoku i kontynuowała misję tajnego nauczania w Sanoku i ziemi sanockiej (w tej działalności pracowali wówczas m.in. Józef Stachowicz, Jadwiga Zaleska, Władysław Szombara). W tym czasie Zofia Skołozdro działała pod pseudonimem „Orlińska”. Działała w podziemnym ruchu oporu: we własnym mieszkaniu zorganizowała punkt kontaktowy dla kurierów, współuczestniczyła w przerzucie transgranicznym przyjmując i odprawiając kurierów (w tym czasie jej zwierzchnikiem był Aleksander Rybicki), była organizatorką akcji przekazywania żywności więźniom, brała udział kolportażu prasy konspiracyjnej, w utrzymywaniu łączności, w tym pomiędzy Radą Główną Opiekuńczą a Związkiem Walki Zbrojnej, od 1942 Armią Krajową. Od lipca 1941 stała na czele Polskiego Komitetu Opiekuńczego w Sanoku (zastępcą był Zygfryd Gölis). Sprawowała stanowisko prezesa oddziału sanockiego Polskiego Czerwonego Krzyża, działającego w budynku przy ul. Ignacego Daszyńskiego 17. Podczas okupacji pełniła funkcję wiceprezesa sanockiego PCK. Jednocześnie, wskutek utraty oficjalnego zatrudnienia stworzyła fabrykę cukierków, którą prowadziła wraz z siostrą Marią. Zaangażowała do niej przedstawicieli sanockiej inteligencji oraz nauczycieli, chroniąc ich tym samym przed przymusową wywózką do Niemiec.
Po zakończeniu okupacji niemieckiej w 1944 była organizatorką wznowienia edukacji, angażowania nauczycieli, gromadzenia zachowanych pomocy dydaktycznych. W 1944 współtworzyła Komitet Odbudowy Gimnazjum (wraz z nią m.in. Jan Świerzowicz i Jadwiga Zaleska), w budynku, w którym stacjonowały wojska sowieckie. Powstałe gremium skierowało do Józefa Stalina telegram z prośbą o opuszczenie gmachu szkoły przez wojska Armii Czerwonej, zaś interwencja zakończyła się oddaniem budynku. Pierwszym powojennym dyrektorem szkoły został wybrany demokratycznie przez grono pedagogiczne najstarszy wiekiem Jan Świerzowicz jesienią 1944 (Zofia Skołozdro została jego zastępcą oraz osobą odpowiedzialną za wychowawstwo dziewcząt). Ponadto została przewodniczącą powołanej 14 listopada 1945 Komisji Oświaty Powiatowej Rady Narodowej i kierowała nią przez wiele lat. Została przewodniczącą Komisji Weryfikacyjnej, która przekazała do Kuratorium w Rzeszowie protokoły z egzaminów z okresu tajnego nauczania, na podstawie których zostały wydane uczniom świadectwa. Od 1944 do 1947 pełniła funkcję zastępcy dyrektora sanockiego gimnazjum. W 1946 została dyrektorką powołanego Państwowego Gimnazjum i Liceum Ogólnokształcącego Żeńskiego i sprawowała tę funkcję aż do przejścia na emeryturę 31 sierpnia 1970 jako jeden z najdłużej urzędujących kierowników szkół średnich w całej Polsce. Po przejściu na emeryturę nadal pracowała w zmniejszonej liczbie godzin pracowała jako nauczycielka w szkole i w internacie do przełomu lat 70./80.
Działała w organizacjach społecznych, kulturalnych, politycznych oraz zasiadała we władzach administracyjnych. Zasiadła w powołanym w 1947 Komitetu Bibliotecznego, wspierającego sanocką bibliotekę. Należała do Towarzystwa Upiększania Miasta Sanoka. Była współzałożycielką utworzonego w 1944 koła Stronnictwa Demokratycznego w Sanoku. 25 września 1944 z ramienia Koła Demokratycznego został wybrana delegatem do Tymczasowej Powiatowej Rady Narodowej w Sanoku.  Podczas pierwszego posiedzenia PRN w Sanoku 2 października 1944 była członkiem tejże. Przez wiele lat do 1971 sprawowała funkcję przewodniczącej Miejskiego oraz Powiatowego Komitetu SD. Ponadto była przewodniczącą Komisji Kobiecej przy Wojewódzkim Komitecie SD w Rzeszowie. Była autorką artykułu pt. Planowanie pracy w KP SD. Sanok, opublikowanego w wydaniu 40/1955 „Tygodnika Demokratycznego”. Należała do Ligi Kobiet w Sanoku i zasiadała w Powiatowym Zarządzie LK. Przez 25 lat była radną: Powiatowej Rady Narodowej w Sanoku i do 1969 Wojewódzkiej Rady Narodowej w Rzeszowie (m.in. wybrana w 1965). Bez powodzenia startowała z okręgu nr 77 w Rzeszowie w wyborach z 20 stycznia 1957 do Sejmu PRL II kadencji. W marcu 1974 została zastępczynią przewodniczącej sekcji spraw kobiecych przy sekcji socjalno-bytowej oddziału miejskiego w Sanoku ZBoWiD. Był prelegentką z ramienia ZBoWiD.
Cieszyła się autorytetem zarówno wśród uczniów, jak i mieszkańców miasta. Przekazała blat kamienny stołu pochodzący z jej okupacyjnego zakładu wytwarzania cukierków, który posłużył do wykonania pomnika Kamień 1000-lecia, odsłoniętego 24 kwietnia 1960 w Sanoku. W 1980 została laureatką konkursu Postawy 79, organizowanego przez dziennik „Nowiny”.
Zofia Skołozdro zamieszkiwała w Sanoku przy ulicy Bartosza Głowackiego 4, wraz ze swoją siostrą Marią Mizgalską. Do końca życia była stanu wolnego. Zmarła 9 sierpnia 1984 w Sanoku. 11 sierpnia 1984 została pochowana w grobowcu rodzinnym na cmentarzu przy ul. Rymanowskiej w Sanoku. Wraz z nią zostały pochowane jej siostry: Janina Wanda wzgl. Wanda Janina Skołozdro (1897–1978) i Maria Roberta Mizgalska (1900-1994).
Podczas obchodów 50-lecia sanockiego II LO 2 kwietnia 1996 imieniem Zofii Skołozdro salę nr 28 szkoły. Na terenie Sanoka w dzielnicy Dąbrówka została nazwana ulica imieniem Zofii Skołozdro.
Jej krewnym był Jan Skołozdro, podporucznik Wojska Polskiego II RP, podczas II wojny światowej osadzony w oflagu II E w Neubrandenburg.

## Publikacje
- Tajne nauczanie w okresie okupacji hitlerowskiej w powiecie sanockim (Rocznik Komisji Nauk Pedagogicznych, Wrocław 1962)[81]
- Odrodzenie do życia gimnazjum po wojnie. W: Księga pamiątkowa (obchodów 100-lecia Gimnazjum oraz I Liceum Ogólnokształcącego w Sanoku). Sanok: 1980, s. 80-82.; także w: Rocznik Sanocki 1980[82]

## Odznaczenia
- Krzyż Oficerski Orderu Odrodzenia Polski
- Krzyż Kawalerski Orderu Odrodzenia Polski (1964)[83]
- Złoty Krzyż Zasługi (1958)[84]
- Srebrny Krzyż Zasługi (1954, za zasługi w pracy społeczno-politycznej)[85]
- Medal 10-lecia Polski Ludowej (1954)[86]
- Medal Komisji Edukacji Narodowej (1973)[87]
- Odznaka 1000-lecia Państwa Polskiego
- Odznaka honorowa „Za zasługi dla województwa krośnieńskiego” (1979)[88]
- Wpis do „Księgi zasłużonych dla województwa krośnieńskiego” (1976, w gronie pierwszych trzydziestu wyróżnionych osób)[89][90]
- Odznaka „Zasłużony dla Województwa Rzeszowskiego”